# Planteles históricos del Sevilla Fútbol Club
Son los tres planteles históricos del club ya que son los miembros más memorables y recordados de la afición.